# Lutz Haberlandt

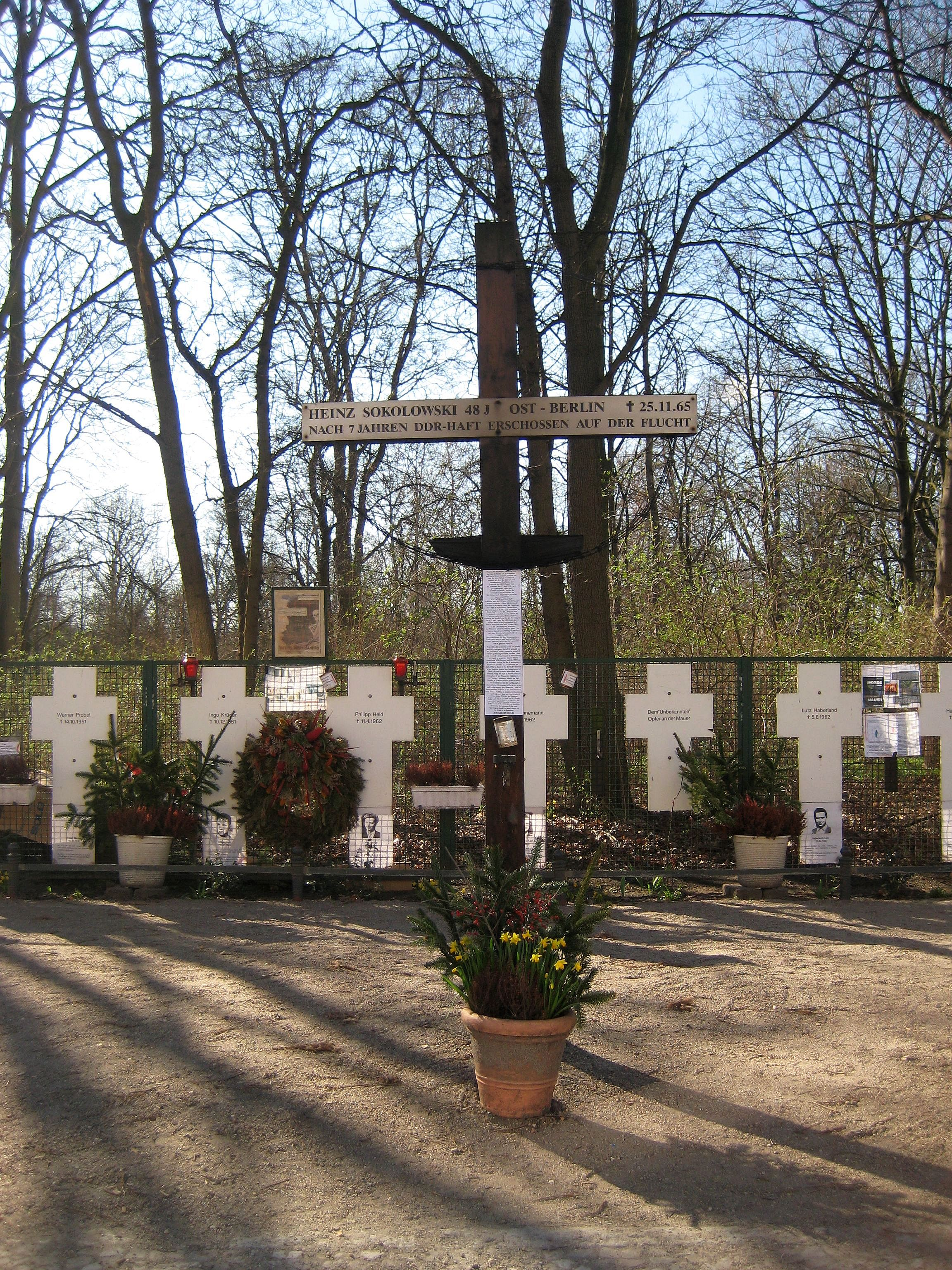
Gedenkstätte Weiße Kreuze gegenüber der Südseite des Reichstags. Lutz Haberland – ohne „t“ – ist das erste von rechts gewidmet

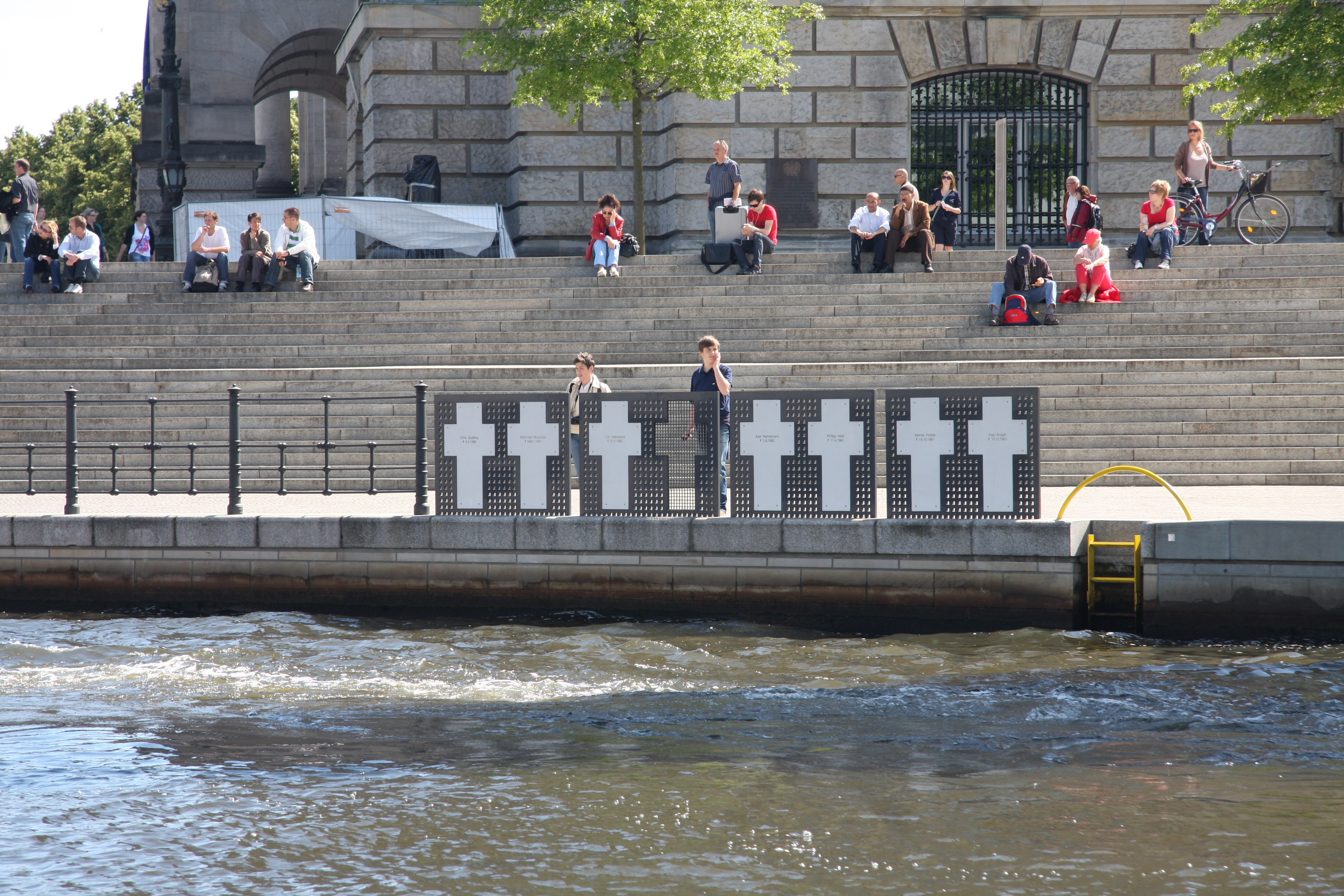
Die Uferseite der Gedenkstätte Weiße Kreuze. Lutz Haberlandt ist das dritte Kreuz von links gewidmet

Lutz Haberlandt (* 29. April 1938 in Berlin; † 27. Mai 1962 ebenda) war ein Todesopfer an der Berliner Mauer. Angehörige der Grenztruppen der DDR erschossen ihn bei einem Fluchtversuch an der Spree nahe der Charité.

## Leben
Lutz Haberlandt wuchs zusammen mit zwei Geschwistern in Prenzlauer Berg auf. Nach der Schule machte er eine Lehre zum Maurer. Bei seinem Tod mit 24 Jahren lebte er noch bei seinen Eltern in der Dimitroffstraße. Die Familie soll Verwandte in West-Berlin gehabt haben. Nach Einschätzungen des MfS war er „politisch desinteressiert“.
Am 27. Mai 1962, einem warmen Sonntag, ging er mittags in ein Lokal und trank dort mit einem zufällig anwesenden Bekannten Bier. Bei dem Gespräch machte er keine Andeutungen zu seinem bevorstehenden Fluchtversuch. Gegen Nachmittag begab er sich in die Innenstadt zur Charité an der Sektorengrenze. Zwei Transportpolizisten beobachteten gegen 16.00 Uhr, wie er auf einen Schuppen kletterte und sich ohne Schuhe und Jacke in die Sonne legte. Später sprang er vom Dach des Schuppens, überwand eine Mauer und drang in den Grenzstreifen ein. Grenzsoldaten entdeckten ihn von ihrem 100 Meter entfernten Standort an der Sandkrugbrücke. Nach einem Warnschuss schoss Grenzer K. zweimal gezielt auf Lutz Haberlandt. Eine Kugel durchschlug seinen Kopf. Die Grenzer ließen etwa 40 Minuten vergehen, bis sie Haberlandt abtransportieren, der ohne medizinische Hilfe in einem Gebüsch gelegen hatte, und verstorben war. Auch andere Grenzer hatten auf Haberlandt geschossen. Einige der Kugeln trafen West-Berliner Gebiet. Von dort erwiderte ein West-Berliner Polizist das Feuer, wobei er einen DDR-Grenzer am Helm traf.
Am nächsten Morgen gegen 4:00 Uhr informierten Volkspolizisten und ein Staatsanwalt Haberlandts Angehörige über dessen Tod und die Todesursache. Sie durchsuchten die Wohnung der Familie und drängten sie, einer Einäscherung zuzustimmen. Die Eltern hatten weder von den Fluchtplänen ihres Sohnes, noch von seinen Motiven gewusst. Haberlandts Urnenbeisetzung fand am 8. Juli 1962 auf dem Friedhof Weißensee statt.
Nach der Wiedervereinigung Berlins nahm die Staatsanwaltschaft Ermittlungen gegen die Angehörigen der Grenztruppen auf. Das Landgericht Berlin verurteilte K. 1996 in einem Mauerschützenprozess zu einer Jugendstrafe von einem Jahr und sechs Monaten auf Bewährung.
Ein zur Spree gerichtetes Kreuz der Gedenkstätte Weiße Kreuze am Reichstagufer erinnert an Lutz Haberlandt.